# Cantone di Anizy-le-Château
Il Cantone di Anizy-le-Château era una divisione amministrativa dell'arrondissement di Laon con capoluogo Anizy-le-Château.
A seguito della riforma approvata con decreto del 21 febbraio 2014, che ha avuto attuazione dopo le elezioni dipartimentali del 2015, è stato soppresso.

## Composizione
Comprendeva 23 comuni:
- Anizy-le-Château
- Bassoles-Aulers
- Bourguignon-sous-Montbavin
- Brancourt-en-Laonnois
- Cessières
- Chaillevois
- Chevregny
- Faucoucourt
- Laniscourt
- Laval-en-Laonnois
- Lizy
- Merlieux-et-Fouquerolles
- Monampteuil
- Mons-en-Laonnois
- Montbavin
- Pinon
- Prémontré
- Royaucourt-et-Chailvet
- Suzy
- Urcel
- Vaucelles-et-Beffecourt
- Vauxaillon
- Wissignicourt